# Dickie Rock
Dickie Rock, właśc. Richard Rock (ur. 10 października 1936 w Cabrze, dzielnicy Dublina, zm. 6 grudnia 2024) – irlandzki piosenkarz. Członek zespołu Melochords, następnie wokalista zespołu Miami Showband.
W 1965 jako pierwszy zespół w historii doprowadzili swój singel „Every Step of the Way” do pierwszego miejsca Irish Singles Chart.
W 1966, reprezentując Irlandię z piosenką „Come Back to Stay”, zajął czwarte miejsce w finale 10. Konkursu Piosenki Eurowizji. Utwór stał się przebojem w Irlandii.
W 1972 odszedł z zespołu Miami Showband i kontynuował karierę solową.

## Dyskografia
- 2005 – 20 Very Special Love Songs
- 2006 – Back Home Again
- 2007 – Dickie Rock